# Охоче (Берестинський район)
Охо́че — село в Україні, у Берестинському районі Харківської області. Населення становило 1304 осіб у 2020 році. Орган місцевого самоврядування — Охоченська сільська рада.

## Географія
Село Охоче знаходиться на березі річки Берестова, недалеко від її витоків. Нижче за течією на відстані 2 км розташоване село Миколаївка. У селі Балка Богуніва та балка Запорошений Лог впадають у річку Берестову.

## Назва
Назву село отримало ймовірно через охоче його заселення, для порівняння сусіднє село називалося Ленівка (зараз Миколаївка).

## Історія
Відоме з 1638 року як сторожове містечко Сумського полку на вершині р. Берестова, поблизу Муравського шляху. У 1686 році він був спалений татарами. Пізніше це місце було заселене однодвірцями з Бєлгородської та Воронізької Украйни, які потім увійшли до складу лінійного війська. Перший храм був побудований в 1712 році, що може означати, що Охоче було засновано незадовго до цього, десь в 1710-х роках. У 1731 році почалося спорудження Української Лінії Оборони, після її закінчення село стало належати до неї, до скасування Лінії в 1784 році. У порівнянні з іншими слободами Лінії називалося Старо-охочею, так як утворилося за 20 років до Береки, Ленівки, Верхн. і Нижн. Бишкин, тощо.
Українська Лінія Оборони була закінчена в 1733 році, хоча її удосконалення проводилася постійно, була населена Ландміліціонерамі (тобто однодвірцями які несли прикордонну службу), і відігравала важливу роль в Російсько-Турецьких війнах 1735—1739,1768-1774 і 1787—1792 років, у ході яких до Російської Імперії була приєднані Новоросія і Крим.
У 1787 році за наказом Катерини II, у зв'язку з початком Російсько-Турецької війни 1787—1792 року, всьому населенню Лінії (у тому числі і Охочого) було надано козацьке звання і зараховано до складу Катеринославського козацького війська (створено за зразком Донського козацького війська). На чолі війська стояв Матвій І. Платов, ініціатором створення був князь Потьомкін. В ході війни козаки відзначилося при взятті Аккермана, Кілії та Ізмаїла. У 1796 р. військо розформували, а козаків повернули в «первісні звання», тобто однодвірців.